# Vouhé (Charente-Maritime)
Vouhé ist eine französische Gemeinde mit 657 Einwohnern (Stand: 1. Januar 2022) im Département Charente-Maritime in der Region Nouvelle-Aquitaine; sie gehört zum Arrondissement Rochefort und ist Teil des Kantons Surgères. Die Einwohner werden Voyacais genannt.

## Geographie
Vouhé liegt etwa 22 Kilometer östlich von La Rochelle in der historischen Region Aunis am Fluss Curé. Umgeben wird Vouhé von den Nachbargemeinden Benon im Norden, Saint-Georges-du-Bois im Osten, Surgères im Südosten, Puyravault im Süden und Westen sowie Bouhet im Westen.

## Bevölkerungsentwicklung
| Jahr                      | 1962 | 1968 | 1975 | 1982 | 1990 | 1999 | 2006 | 2013 |
| Einwohner                 | 391  | 387  | 364  | 404  | 404  | 392  | 549  | 659  |
| Quelle: Cassini und INSEE |      |      |      |      |      |      |      |      |

## Sehenswürdigkeiten
Siehe auch: Liste der Monuments historiques in Vouhé (Charente-Maritime)
- Kirche Notre-Dame-de-l’Assomption aus dem 11. Jahrhundert

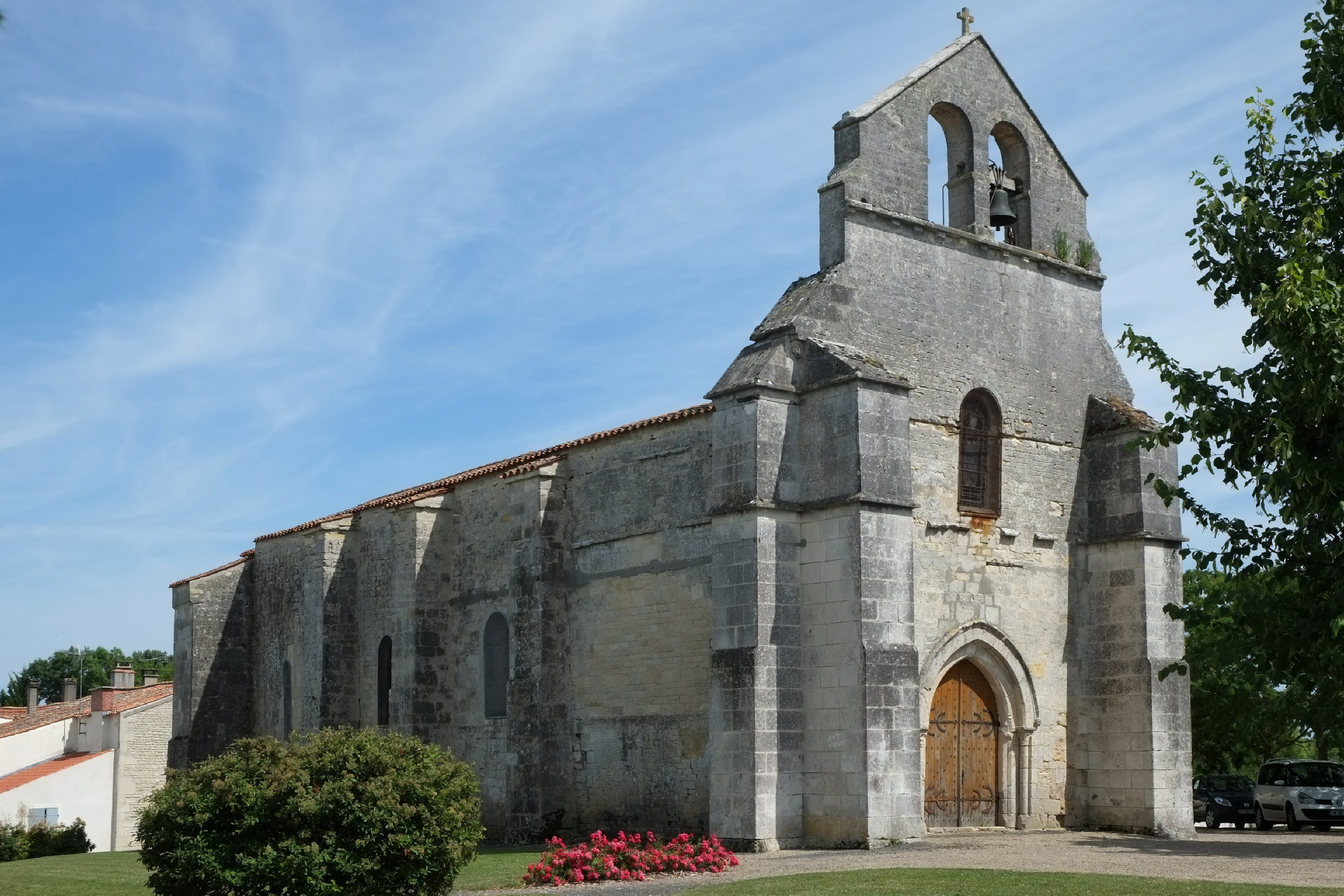
Kirche Notre-Dame-de-l’Assomption

## Persönlichkeiten
- Jean de Limur (1887–1976), Schauspieler und Regisseur